# قائمة شخصيات مسلسل وادي الذئاب الكمين
قائمة شخصيات مسلسل وادي الذئاب الكمين هي الشخصيات التي ظهرت في سلسلة وادي الذئاب الكمين من نوع الأكشن والدراما والسياسة، من إنتاج شركة بانا فيلم، ويعتبر تكملة لمسلسل وادي الذئاب الذي بدأ بثه في 15 يناير 2003 واستمر لمدة 97 حلقة. كما يشمل أيضًا المسلسل التلفزيوني وادي الذئاب الإرهاب الذي بث في حلقتين عام 2007. تم إلغاء المسلسل الذي يتكون من 10 مواسم مع نهاية الموسم في 16 يونيو 2016 عند الحلقة 300.

## الشخصيات الرئيسية
بولات علمدار (مراد علمدار)
ميماتي باش
عبد الحي تشوبان
ارهان (عمران)

#### جاهد كايا
هو ضابط شرطة سابق شارك في فريق بولات علمدار الثاني وأدى دورًا مهمًا في العديد من العمليات. بعد حل الفريق، انتقل إلى سويسرا. صفية خططت للتعاون مع محمد، الذي يحميها عبر كاراهانلي، للوصول إلى فرسان الهيكل. التقى بكبير فرسان الهيكل، رونالد، وانضم إلى التنظيم في مهمة سرية. ورغم الاشتباه به كخائن، تم الكشف لاحقًا عن أن بولات علمدار لا يزال حيًا. بفضل نظام الشطرنج الذي طورته منظمة الأمن السيبراني، تواصل مع مجلس الحكماء وسرّب معلومات من فرسان الهيكل إليهم. بعد وفاة عبد الحي كوبان، أصبح اليد اليمنى لبولات علمدار، وتزوج من صفية كاراهانلي. الشخصية ترتبط بجاهد كايا أوغلو، مع تشابه في الأسماء ودور الممثل كضابط شرطة سابق.

#### كارا
وُلد في 19 أغسطس 1954، واسمه الحقيقي مظهر يلديران. قضى معظم حياته في محاربة الإرهاب في الجبال، حيث شارك في مئات العمليات مع فريقه الخاص. عندما شعر بأن دوره قد انتهى، عقد صفقة مع الدولة قبل أن يتراجع عنها، ما أشعل سلسلة من الأحداث. يُعتبر كارا خبيرًا في أساليب الحرب غير التقليدية في تركيا، ما جعله هدفًا للجماعات السرية المحلية والدولية التي حاولت إعادته إلى ميدان العمليات. رغم مقاومته للعودة، اضطرت الظروف كارا للعودة إلى الساحة. قُتل بعد أن حُقن بفيروس إيبولا، قائلاً: "أفضل الموت برصاص جندي على الموت بقذارة العدو". في النهاية، انتحر بيد أعضاء "الراية السوداء".

#### اسكندر الكبير
وُلد عام 1955 ويعاني من مرض السكري، ويظهر في المسلسل استخدامه لحقن الأنسولين. خدم كعميد في قيادة قوات الدرك، واسمه مستوحى من الإسكندر الأكبر، مما يعكس تشابهات عديدة مع الشخصية التاريخية. كان ناشطًا في العمليات العسكرية في شمال العراق، بما في ذلك محاولة اغتيال عبد الله أوجلان. بعد اكتشاف مكانه، خطط لاغتيال تورغوت أوزال، مما أدى إلى طرده من الجيش. رغم تقاعده، استمر في الأنشطة غير القانونية، حتى ترقى إلى منصب وكيل الوزارة المسؤول عن الاستخبارات. لديه ابنة تُدعى فوندا إيلمن، وقد قُتلت والدتها خنقًا. يمارس عمليات قتل ضد خصومه، بما في ذلك قتل رئيس المخابرات، ويدخل في صراع مع بولات علمدار. حاول الاستيلاء على الكتاب الأحمر، لكنه فشل، فاختطف وتعذّب ميماتي باش. في صراعاته، دمر مروحية الجنرال سعدي باشا، وقتل العميد مسعود أكداغ، وأحرق منزل ديلي حكمت. بعد أسر بولات، حاول انتزاع المعلومات منه، لكنه قُتل على يد علمدار بعد اغتيال زوجته إبرو.
تمثل شخصيته العميد المتقاعد فيلي كوجوك، المدعى عليه في قضية أرغينيكون.

#### إيبرو دورو (زوجة مراد والام رهف)
تعمل إبرو كمعلمة في روضة أطفال، وتعتبرها والدتها، نظيفة كاندان، العروس المناسبة لابنها بولات علمدار. رغم معارضة والدها، إركومنت دورو، بسبب ارتباط بولات بمنظمة غلاديو، تتزوج إبرو منه. بعد قتل والدها عن طريق الخطأ على يد عبد الحي، تقسم إبرو على الانتقام وتكتشف أن أقرب رجل لبولات هو المسؤول عن وفاته. تُختطف مع عبد الحي، ولكن بولات ينقذهما بمساعدة المخابرات. تتقارب العلاقة بين بولات وإبرو عندما تنتظر مولودًا، ولكن إسكندر بويوك، الذي فقد ابنته على يد رجال بولات، يخطط لاختطاف إليف، ابنتهما. يهاجم إسكندر المستشفى عند ولادة إليف، لكنه يفشل في القبض عليها. في النهاية، يُفجر إسكندر سيارة تحتوي على إبرو وإليف، مما يؤدي إلى وفاة إبرو، بينما يُنقذ آرون فيلر إليف. يسعى بولات للانتقام من إسكندر.

#### داود تاتاروغلو
داود تاتاروغلو هو أحد أغنى رجال الأعمال في إسطنبول، ويعتبر شخصية قوية تُراقب توازن القوى بين العائلات الأربع الكبرى في تركيا. وهو عضو في المنظمة السرية "المختارون العظماء" التي خدم فيها كاراخانيد أيضًا. يهيمن على العديد من الصناعات، وقد طلب من بولات معلومات حول فرسان المعبد. على الرغم من أنه قام بإطلاق النار على يالتشين بولوت بسبب عدم إبلاغه بمقتل ابنه، إلا أنه أعاد يالتشين لاحقًا إلى صفه. تزوج من بيريهان فيلد رغم معارضة والدها، ويرتبط بشكل مباشر بآرون فيلر، لكن نشأت خلافات بينهما. يتعاون مع بولات ويقتل فيلر في وقت لاحق. بعد وفاة ابن إنجي، اختطف عزت ابن بولات وإنجي. وفي ظل هذه الأزمات، يحاول تاتاروغلو بيع أصوله، ويتعرض لمشاكل مع يشار كاترجي وذو الفقار آغا. بعد علاقته مع بيريهان، يبدأ في رؤية امرأة تُدعى نوخيت، لكنها تفاجئه بإحضار كارا. تنتهي القصة بمقتل داود على يد كارا عبر حقنة مميتة.
يُزعم أن الشخصية مستوحاة من أيدين دوغان، أحد أقطاب الإعلام.

#### إنجيتاتاروغلو
إنجي تاتاروغلو، المولودة في 13 سبتمبر 1979، هي ابنة داوود تاتاروغلو، قطب الإعلام ورئيس شركة تتاروغلو القابضة، وشقيقة فؤاد تامر تاتاروغلو. تخرجت من جامعة هارفارد وتدير مع يالتشين يلدز صحيفة "تانيك". بدأت إنجي حياتها الزوجية مع كمال يلدز، لكن بعد خيانته، قامت بقتل عمتها في حادث مُغطى. بعد ذلك، تصبح حاملًا، لكن طفلها يُختطف على يد إسكندر بويوك، الذي يُغير اسمه إلى "سليمان". تشكل إنجي تحالفًا مع إسكندر لاستعادة ابنها، مما يؤدي إلى علاقة عاطفية بينهما. تتعرض إنجي للابتزاز، لكنها تنجو بعد مقتل ناظم كمال بأمر من إسكندر. يقوم بولات علمدار بإنقاذ سليمان وإعادته إلى والد إنجي، بينما تعمل إنجي على إعادة الجمع بين والدها وابنتها. تتزوج إنجي من بولات، رغم عدم تبادل المشاعر، وتواجه تحديات، بما في ذلك فقدان طفلها نتيجة عملية اختطاف نفذها بولات. تدخل إنجي في حالة من الصدمة بعد وفاة طفلها، وترفض الاعتراف بذلك، معتقدة أن بولات يحتفظ به مخفيًا. في أحداث لاحقة، تختطف إنجي طفلًا ظنت أنه ابنها، مما يؤدي إلى احتجازها في مستشفى للأمراض العقلية. بعد فترة، تُظهر تحسنًا وتخبر ليلى بأنها ستخرج قريبًا لتربي ابنها سليمان من زوجتها الأولى. مع تقدم الأحداث، تُفقد شخصية إنجي تدريجيًا من المسلسل، وتُعفى من الاعتمادات بدءًا من الحلقة 176. وفي الحلقة 218، يُخبر حقي بافرالي وهاب كوزوزاد أن إنجي تاتاروغلو قد ماتت.
كما تشير سيما شيمشك، التي أدت دور إنجي، إلى أنها تركت المسلسل بسبب توقف القصة وعدم وجود تقدم لشخصيتها.

#### ليلى تركمان
ليلى، المولودة في 17 أغسطس 1977 في إسطنبول، هي صديقة إيلول من الجامعة. طلبت في وقت ما من علي كندان الدعم ليصبح دبلوماسيًا، ولكن عندما لم يحصل على الدعم، تقدمت لامتحان القاضي والمدعي العام وأصبحت مدعيًا عامًا. على الرغم من أنها كانت تعاني من زيادة الوزن وترتدي النظارات في السابق، إلا أنها اكتسبت مظهرًا جذابًا بعد لقائها بعلي في دور بولات، مما أثر بشكل كبير على بولات الذي كان يسميها "تومبيك" تذكيرًا بمظهرها القديم. بعد لقائها ببولات علمدار، أصبحت ليلى تزور منزله بشكل متكرر وتحب بشكل خاص معجنات نظيفة آن. هي ملتزمة بقواعد القانون والمثالية، ولكن اتصال بولات بالعالم السفلي كان يزعجها، حيث حاولت منع أنشطة بولات غير القانونية، لكن جهودها لم تدم طويلاً. فريد، المدعي العام وصديق ليلى، صُدم عندما اكتشف علاقة بولات بإنجي تاتاروغلو. استخدمت ليلى فريد لإثارة غيرة بولات، ولكن الأمور تعقدت عندما سُجنت إنجي بسبب التقاط صور لليلى وأصدقائها. وعندما تم سحب سلطاته القضائية، أقنعه بولات بالبقاء في وظيفته. تزوج بولات من إنجي بينما كانت في السجن، مما أدى إلى اكتئاب ليلى. بعد فترة، انفصلت ليلى عن فريد وبدأت بمواعدة بولات. في زيارة لاحقة لإنجي في المصحة، سألت إنجي عن خططها بعد الخروج، وأخبرتها بأنها ستقوم بتربية ابنها سليمان. مع تقدم الأحداث، تعرض بولات لمواقف صعبة، وتلقت ليلى خبر وفاته مرتين. في الأوقات الصعبة، كانت دائمًا بجانب عائلة بولات. وعندما توفي بولات للمرة الثانية، حاول فضح مجلس الحكماء على الهواء، مما أدى إلى كشف بعض الحقائق عنهم. كما قدم المجلس لليلى معلومات عن والدتها وشقيقتها المريضتين، مما جعلها تمر بأوقات عصيبة. في الحلقة 263، تزوجت ليلى من بولات وذهبا لقضاء شهر العسل بالقارب. لكن القارب انفجر على يد رجل الظل "يورين". انتقم بولات بعد ذلك من "شادو" في الحلقة 300. ليلى كانت آخر امرأة أحبها بولات، ولن ينساها هو وأليف أبدًا.

#### اسيا تونا
اسمها الحقيقي زينب أوغوز، كانت ذات يوم مُستهدَفة من قبل علي جاندان (مراد علمدار) بعد تكليف أصلان أقبي له بقتلها. ولكن زينب أنقذت حياتها بعدما أنجبت طفلاً وظهر ميتًا، مما سمح لها بالهروب من تركيا. اتخذت هويتها الجديدة في الخارج باسم آسيا، وأصبحت عميلة مخابرات ناجحة. تقوم آسيا بتدريب الناس في الشوارع واللاجئين، وتحويلهم إلى عملاء ناجحين. في الوقت الحالي، تعمل مع "الظل". يوسف كوزوزاد، الذي أخذ سرًا عينة من الحمض النووي، أثبت أنها والدته. بعد ذلك، أصبح هدفها الوحيد هو حماية يوسف. تزوجت من فهمي لتكون قريبة من يوسف. عندما قرأ فهمي وصية ماتا، واكتشف أن يوسف هو في الواقع ابن بولات وزينب، قام بتسميم يوسف وألقى الترياق في البحر. ولهذا السبب، قتلت زينب فهمي بسهم.

#### ياسين بيرقدار أوغلو
ياسين هو قائد فريق العلم الأسود. بعد القبض على كارا وفريقه من قبل فرسان الهيكل، دعا بولات علمدار ياسين لقيادة فريق الراية السوداء، وقبل ياسين هذا العرض. وهكذا، تم إعادة تشكيل فريق العلم الأسود، هذه المرة مع أعضاء جدد متخصصين في مجالات مختلفة. بعد تنفيذ العديد من العمليات الناجحة مع فريق سانجاك الأسود، ذهب ياسين في عملية جديدة مع جاهد وتيمور وعاكف لإنقاذ بولات من أيدي فرسان الهيكل. لكنهم تعرضوا للاعتقال في غارة مفاجئة من قبل فريق هرمجدون. بعدها، تم تكليفهم بمهمة اغتيال من قبل فرسان الهيكل في البلقان، والتي كانت من شأنها أن تشعل الحرب الكاثوليكية الأرثوذكسية. تم إبلاغهم بأنه إذا أكملوا هذه المهمة، فسيتم منحهم إحداثيات موقع بولات، ولكن إذا لم يكملوا المهمة خلال 24 ساعة، فسوف تنفجر القنبلة المجاورة لبولات تلقائيًا. لاحقًا، ذهبوا جميعًا إلى صربيا عبر الجبل الأسود وأسروا ماركو بتروفيتش. في هذه الأثناء، تمكن بولات من الهروب من أيدي فرسان الهيكل قبل أن يقتلوه، ومنع الاغتيال الذي كان من الممكن أن يتسبب في حرب كبيرة. تعرض بولات للإصابة في الهجوم الذي شنته مجموعة ŞEDID على هوكا، وهو حاليًا مسؤول عن حماية هوجا مع فريق SIS. يعمل مع إرهان وجاهد في فريق بولات الجديد.

## الشخصيات الداعمة
نظيفة جاندان (نازك جاندان)
عمر جاندان
حكمت المجنون
أيران أيلول (إياد أيلول)
نيفزات ياكيشيربي (عزت)
حسن بورموز (محمود)
تونجاي قنطرجي (تركي قنطرجي)
حسنو يالينكيليتش (حسني مجنون)

#### جولندام يالينكيليتش
كانت تحمل لقب "شامليدير" قبل زواجها. و تعمل كمربية لطفل ميماتي، وارتبطت بعلاقة حب مع حسني يالينكيليتش، الذي كان ميماتي معارضًا لهذه العلاقة. حاول حسنو، برفقة تونجاي، الحصول على موافقة ميماتي للزواج من غولندام، ولكن ميماتي رفض طلبهما مرتين. في نهاية المطاف، تزوجت غولندام من حسنو في الحلقة 92 دون علم ميماتي، تم إطلاق النار عليها وقتلها على يد إرسوي أولوبي في منزل ميماتي.

#### إيليف علمدار
إليف هي ابنة بولات علمدار وإبرو دورو، اختُطفت مع والدتها على يد إسكندر بويوك الذي كان يسعى للانتقام لمقتل ابنته. أُفشلت خطة إسكندر لقتل إليف وإبرو بفضل آرون فيلر، الذي أنقذ إليف وتبناها زوجان، مارغريت وجوزيف بيل، وأطلقا عليها اسم "إيلي". عندما اكتشف بولات أن إليف لا تزال على قيد الحياة، اجتمع مع فيلر، الذي خدعه بشأن مكان ابنته. بعد قتل فيلر، اكتشف بولات أن جوزيف، أحد أعضاء جلاديو، يعتبر إليف ابنته، مما وضعه في موقف صعب. بعد مقتل جوزيف في كمين، اعترف بالحقيقة لإليف، مما جعلهما عائلة سعيدة. عادت مارغريت، والدتها بالتبني، وواجهت إليف محاولات اختطاف من راسكولن. بينما بدأت إليف تعيش مع والدها وزوجته، تم تكليف البروفيسور مارتن باختطافها، لكنه قُتل بعد نجاح خطته في قتل أحبائها. بعد فترة من السعادة، ظلت إليف في خطر دائم من الأعداء الذين يلاحقونها.
نسرين شاكر
سربيل شاكر (سلوى شاكر)
بوساط شاكر (نهاد شاكر)

### كنان كاترجي
هو ابن يشار كاترجي وصديق سابق لسلوى شاكر. بسبب غيرته من العلاقة بين سلوى وميماتي، حاول اغتصابها. لكن الأمور تصاعدت عندما قُتلته سلوى بطعنة من زجاجة مكسورة في حلقه.

#### إيفرين كاترجي
هي ابنة يشار كاترجي، وقُتلت على يد كاشيف أوغلو بإطلاق النار على رأسها في الحلقة 128. تم إلقاء جثتها أمام منزل والدها يشار كاترجي كوسيلة لتخويفه.

#### فوندا إلمين
هي ابنة سيفتاب إلمين وإسكندر كبير، وقد أخفت سيفتاب ابنتها عن إسكندر لسنوات. اكتشفت سيفتاب وجود إسكندر عندما كانت إنجي تاتاروغلو مرتبطة به، وقررت مفاجأته بإخباره بالأمر. بعد علم إسكندر بذلك، أخذ ابنته معه.
قُتلت فوندا بالرصاص على يد كاظم أثناء مداهمة منزل إسكندر من قبل يالتشين بولوت وميماتي.

#### كاظم
هو أحد أعضاء فريق بولات علمدار ويعتبر اليد اليمنى لميماتي. يتحدث قليلاً، وغالبًا ما يطرح عليه ميماتي أسئلة حول كيفية حدوث الأمور في أوروبا، مما يجعله موضع سخرية بسبب نطقه الخاطئ لكلمة "قياسي" على أنها "معياري". بعد أن قتلت فوندا ابنة إسكندر كبير عن طريق الخطأ، قام إسكندر بالانتقام منه بإطلاق النار على رأسه.

### تيمور
تيمور هو عضو في فريق بولات علمدار، وقد أجرى عمليات معه في كوسوفو وحارب مع فريق هرمجدون في أفغانستان. تعرض للاحتجاز والتعذيب من قبل الصينيين في تركستان الشرقية. شارك في عملية لإنقاذ بولات مع جاهد وعاكف وياسين، لكنهم قُبض عليهم من قبل فريق هرمجدون. تم تكليفهم بمهمة اغتيال من قبل فرسان الهيكل في البلقان، مع تهديد بتفجير قنبلة حول بولات إذا لم يتم تنفيذ المهمة خلال 24 ساعة. بعد أسرهم لماركو بتروفيتش، هرب بولات من فرسان الهيكل ومنع الاغتيال. يعتبر تيمور أحد أهم رجال بولات، وهو الحارس المقرب والقائد الثاني لفريق بلاك سانجاك. في الحلقة 264، قُتل برصاصة في الرأس على يد ماركوس أثناء مداهمة مكتب بولات.

## انظر ايضاً
- قائمة شخصيات مسلسل وادي الذئاب